# Астрономія в Стародавньому Єгипті
Давні єгиптяни залишили помітний слід в історії людства, досягши великих успіхів в архітектурі та мистецтві. Безперечно, щоденні практичні потреби стародавніх єгиптян не могли не сприяти розвитку й науки, яка також досягла високого рівня розвитку. Звичайно, маються на увазі передовсім математика, геометрія та астрономія.
На розвиток астрономії впливали не лише практичні потреби, а й географічне положення Стародавнього Єгипту та вірування єгиптян. Астрономію в Стародавньому Єгипті не усвідомлювали як окрему науку. Астрономічні знання тісно пов'язували з міфами та релігією. Між ними не було чіткої межі. До цього, зокрема, слід додати, що астрономічні спостереження, вимірювання часу в Стародавньому Єгипті здійснювали жерці, які мали великий авторитет як у фараонів, так і в народі.
Нідерландський астроном А. Паннекук (автор відомої праці «Історія астрономії») зазначає, що первісно сенс астрономічних знань у давніх єгиптян зводився до вимірювання часу, для чого найпростішим хронометром слугував Місяць. Утім, згодом такий метод занепав. Місячний календар існував ще в доісторичний (переддинастичний) період. Про це свідчить той факт, що в Стародавньому Єгипті з давніх-давен рік поділяли на 12 місяців, а місяць — на 30 днів.
Місяць з часом перестав становити для єгиптян практичний інтерес. З усіх небесних світил єгиптян найбільше цікавили Сонце та зоря Сіріус.

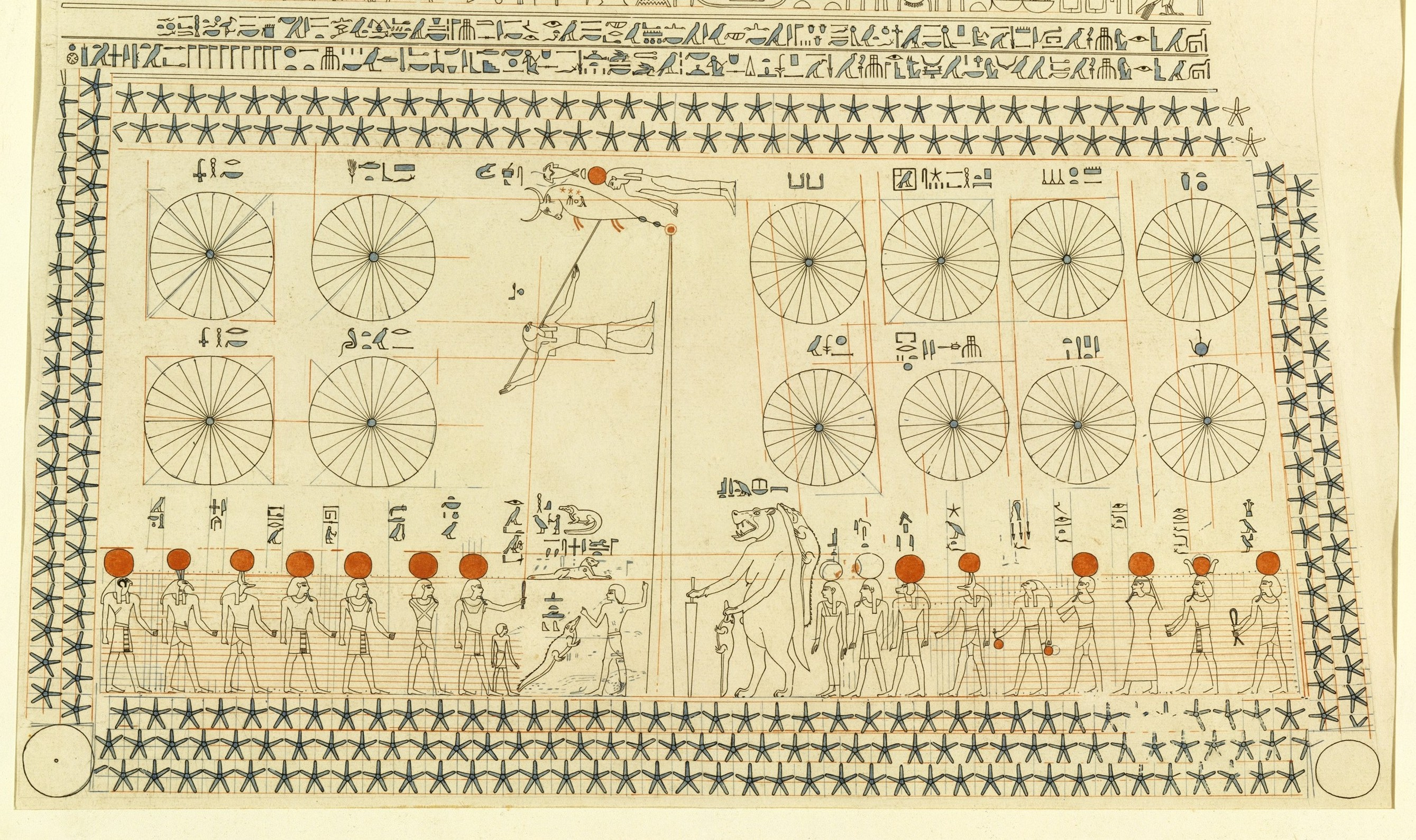
Давньоєгипетський календар з гробниці Сенмута

## Сонце
Єгиптяни, як і більшість давніх народів світу, почитали та шанували Сонце. Про обожнювання Сонця давніми народами свідчать солярні міфи. Утім, Сонце відігравало досить велику роль у житті, культурі та віруваннях єгиптян. Пов'язано це зі специфікою географічного положення Стародавнього Єгипту, який розташовувався по обох берегах Нілу в Лівійській пустелі. Тому весь рік єгипетську землю освітлювало палаюче сонце. Саме бог Сонця Ра був верховним божеством для давніх єгиптян, творцем світу. Правителів же Єгипту, фараонів, вважали синами бога Ра. У творі Лесі Українки «Напис в руїні» безіменний фараон промовляє:

Давньоєгипетський бог Сонця Ра

| «Я, цар царів, я, сонця син могутній, Собі оцю гробницю збудував…». |

## Сіріус
Єгиптяни уважно спостерігали за небесними світилами, зокрема зорями. Вони давно помітили, що Ніл починав розливатися саме в той час, коли над обрієм на світанку вперше з'являлася найяскравіша зоря на небі — Сіріус. А. Паннекук з цього приводу пише: 
| «Цей збіг був занадто примітним, щоб можна було вважати його випадковим; у ньому мав міститися якийсь смисл загальносвітового порядку. Так, божественна зірка «Сотіс» зі своїм червонуватим вранішнім сходженням стала для єгиптян причиною та провісником благодатної повені». |
Найбільш ранні свідчення про спостереження Сіріуса датують епохою І династії (початок III тис. до н. е.).